# Antotipia

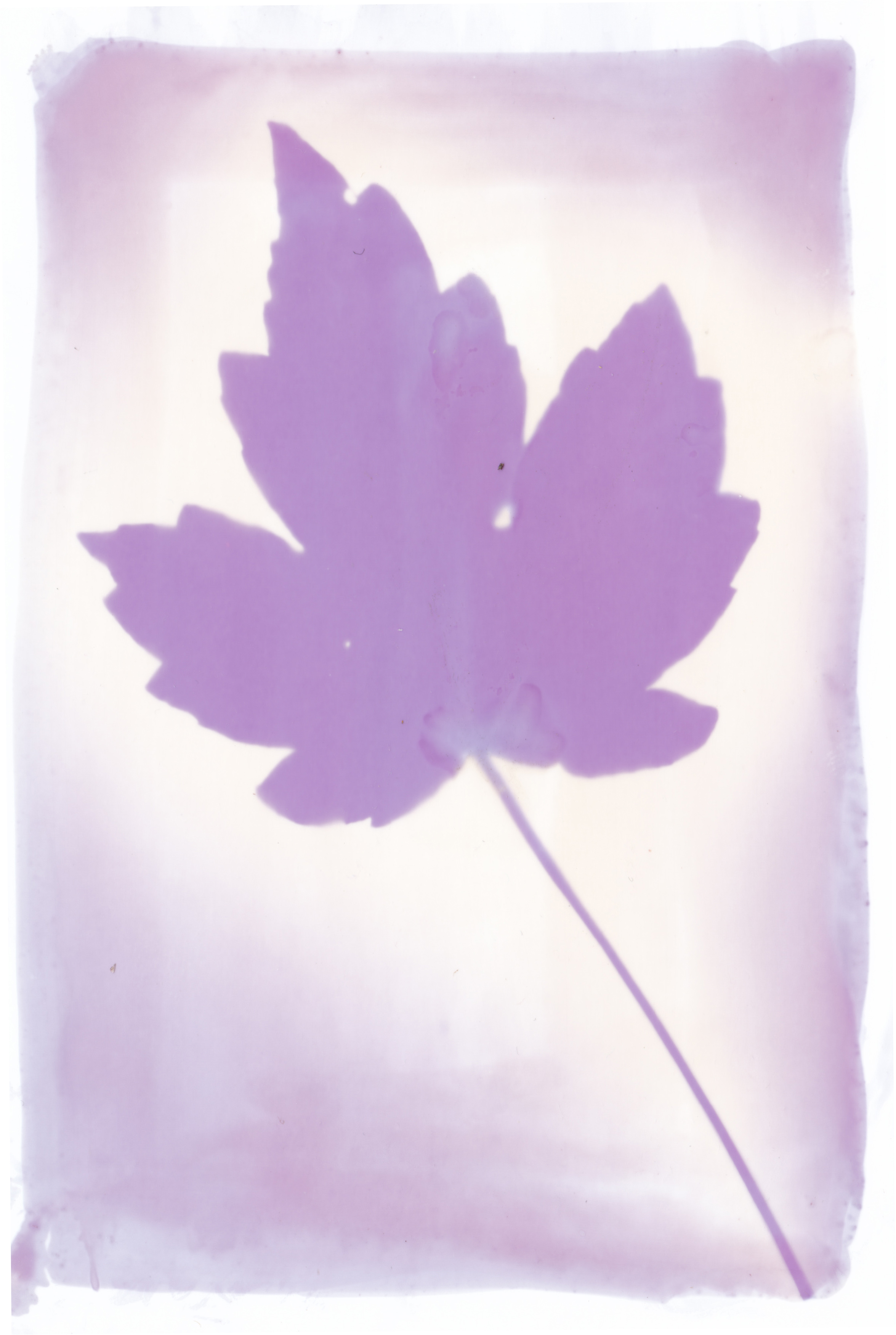
Antotipia, foglia d'acero, ottenuta con succo di amarena

L'antotipia (da anthos, fiore in greco antico) è un arcaico processo fotografico che sfrutta la fotosensibilità di alcuni vegetali (alcune specie di fiori, bacche, ortaggi) per produrre un'emulsione fotosensibile adatta alla stampa.

## Storia

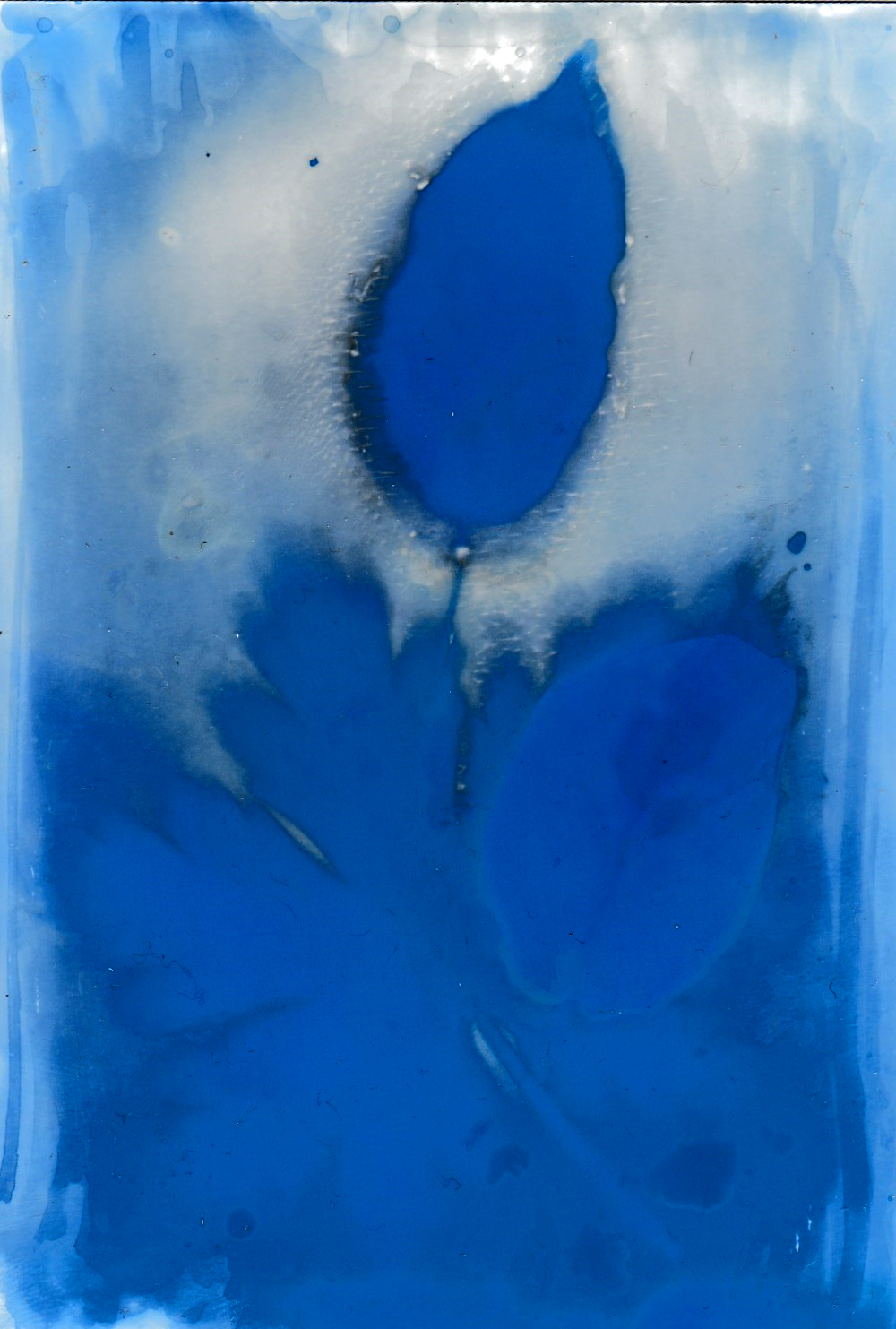
Antotipia, foglie su carta fotografica per stampante imbevuta di succo di cavolo rosso.

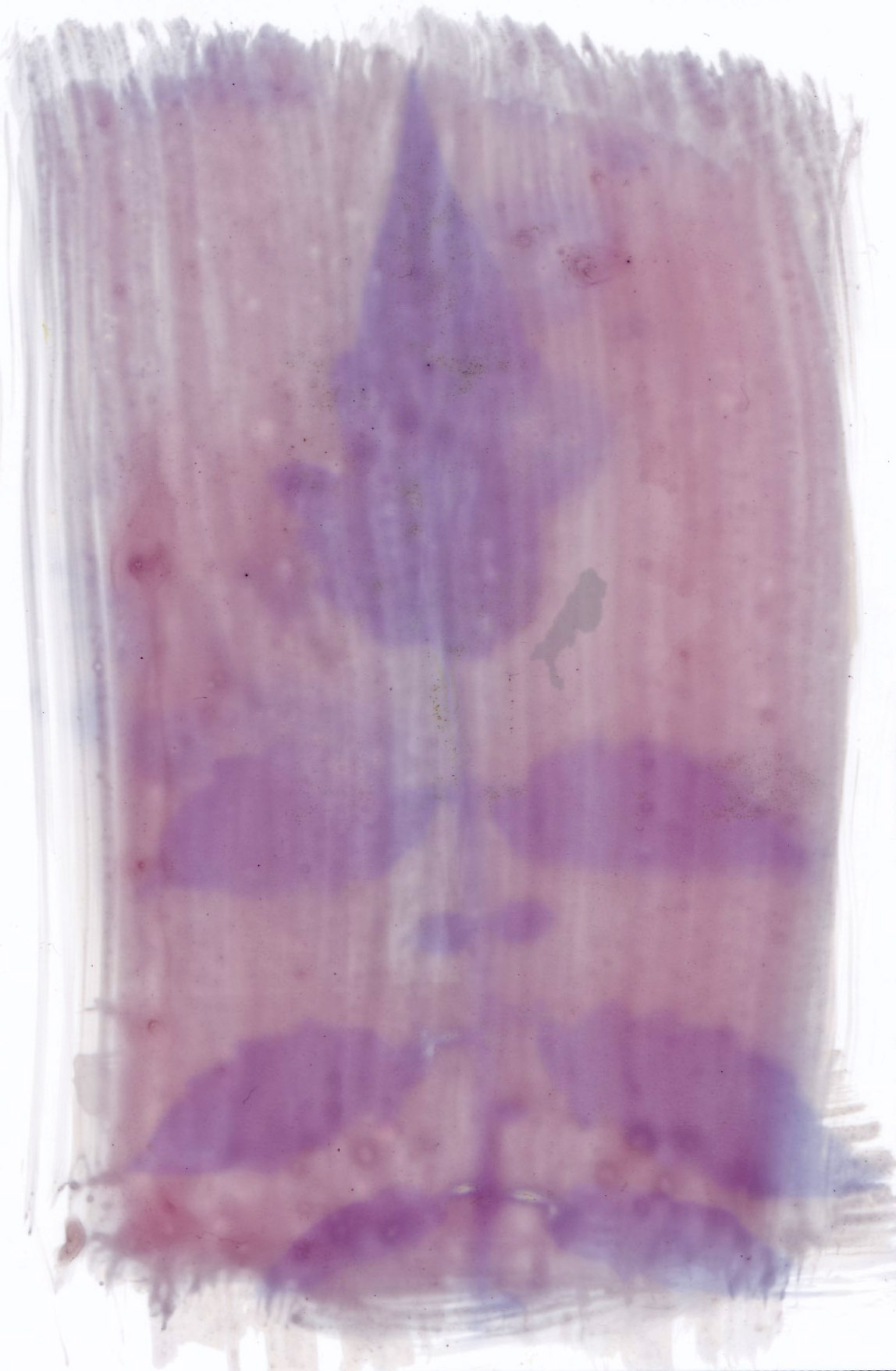
Antotipia, foglie di pomodoro su carta per stampante con succo di mora. Esposizione circa 24 ore con tempo nuvoloso

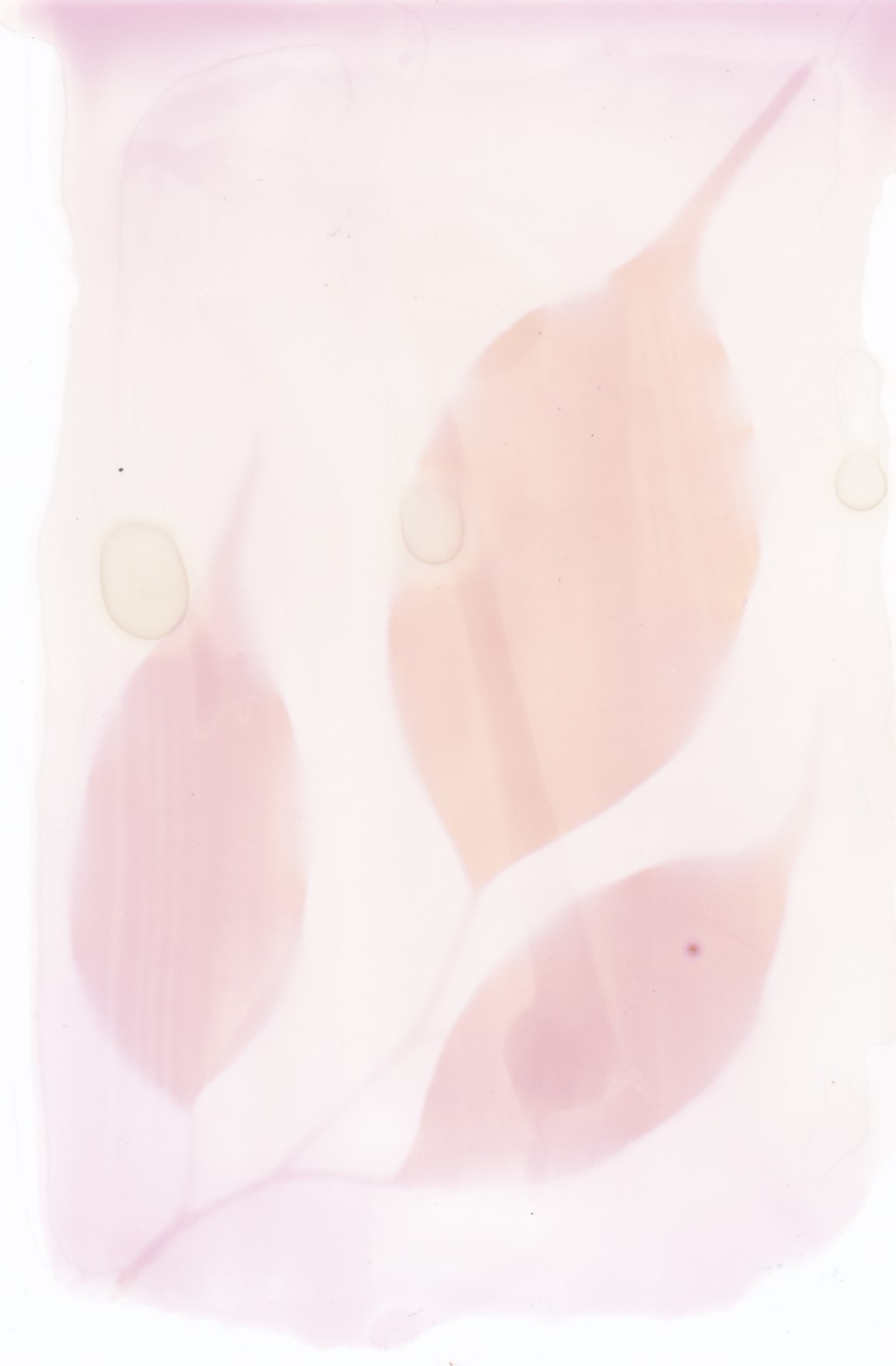
Antotipia, ficus

Alcune indicazioni su come ottenere composti fotosensibili di questo tipo compaiano già nel 1816 in alcune annotazioni di Henri Auguste Vogel, inerenti alle differenti reazioni alla luce di estratti alcolici di papaveri, violette e garofani rossi che, se posti per vari giorni sotto a un vetro blu sbiadivano, invece dietro ad un vetro rosso mantenevano il loro colore.
L'invenzione di questo procedimento fotografico è attribuita a Sir John Herschel che nel 1842 pubblicò una vasta ricerca sull'argomento, scaturita dal suo interesse nel cercare un metodo per ottenere fotografie a colori. 
Seguirono gli studi di Mary Somerville, Robert Hunt e Michel Eugene Chèvreul. Nel 1844 Hunt pubblicò  Researches on Light con un capitolo dedicato all'antotipia.

## Procedimento
Il procedimento si basa sulla capacità di reazione alla luce di alcuni succhi di piante (o loro estratti alcolici), cambiando colore. Tra le varietà vegetali più reattive vi sono quelle contenenti antociani, come:
- calendula (molto sensibili alla luce - dovrebbero reagire dopo 15 minuti)
- cavolo rosso
- crisantemo giallo
- curcuma
- dalia rosso scuro (buona fotosensibilità)
- garofano
- lampone
- mirtillo
- nasturzio
- papavero
- peonia
- rosa rossa
- viola
- viola del pensiero

Il vino rosso può essere applicato direttamente ed esposto (tempo di esposizione: meno di 12 ore)
Le piante o i fiori vengono macinati con un mortaio, o un frullatore, per estrarne i coloranti possono essere utilizzati:
- acetone
- acqua distillata
- alcool puro
- olio
- vodka

Dopo diversi giorni in un luogo caldo e buio può essere filtrato.
La carta assorbente viene rivestita con un pennello o immergendola nella soluzione, quindi viene illuminata ponendola sotto a un oggetto o fotogramma, tenendo presente che le parti ricoperte rimarranno del colore originale, mentre quelle esposte sbiadiranno.